# 卡拉内勒
卡拉内勒（法語：Calanhel，法語發音：[kalanɛl] ⓘ）是法国阿摩尔滨海省的一个市镇，位于该省西部，属于甘冈区。

## 地理
卡拉内勒（48°26'12"N, 3°28'50"W）面积14.32 平方千米，位于法国布列塔尼大區阿摩尔滨海省，该省份为法国西北部沿海省份，位于布列塔尼半岛北部，北濒大西洋英吉利海峡，西接菲尼斯泰尔省，南至莫尔比昂省，东临伊勒-维莱讷省。
与卡拉内勒接壤的市镇（或旧市镇、城区）包括：卡拉克、拉沙佩勒讷沃、洛于埃克、普卢拉克、普吕斯凯莱克。

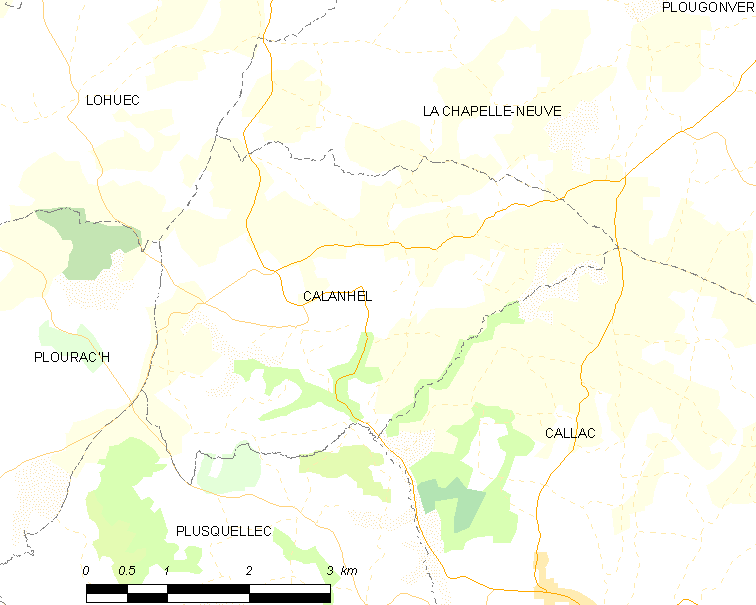
卡拉内勒的OSM定位图

卡拉内勒的时区为UTC+01:00、UTC+02:00（夏令时）。

## 行政
卡拉内勒的邮政编码为22160，INSEE市镇编码为22024。

## 政治
卡拉内勒所属的省级选区为卡拉克县。

## 人口

1962-2008年间卡拉内勒人口变化图示

卡拉内勒于2022年1月1日时的人口数量为236人。